# Fagonia cretica
Fagonia cretica L. – gatunek rośliny z rodziny parolistowatych (Zygophyllaceae R.Br.). Występuje naturalnie w południowej Europie, zachodniej Azji oraz północnej Afryce.

## Rozmieszczenie geograficzne
Rośnie naturalnie w południowej Europie, zachodniej Azji oraz północnej Afryce. Został zaobserwowany w takich państwach jak Portugalia (wyłącznie na wyspach Selvagens), Hiszpania (także na Balearach i Wyspach Kanaryjskich), Włochy (tylko na Sycylii i w Kalabrii), Grecja (wliczając Kretę), Cypr, Arabia Saudyjska (w środkowej, środkowo-północnej, północno-wschodniej oraz środkowo-zachodniej części kraju), Egipt (na północno-wschodnim wybrzeżu oraz półwyspie Synaj), Libia, Tunezja, Algieria, Maroko i Republika Zielonego Przylądka oraz na terytorium spornym Sahary Zachodniej. Na Wyspach Kanaryjskich spotykany jest na Lanzarote, Fuerteventura, Gran Canaria, Teneryfa, La Gomera, Hierro oraz La Palma. W Republice Zielonego Przylądka został odnotowany na wyspach Santo Antão, São Vicente, Sal i Boa Vista. Na Cyprze ma status gatunku autochtonicznego i jest obecny w południowej i południowo-zachodniej części tej wyspy.

## Morfologia

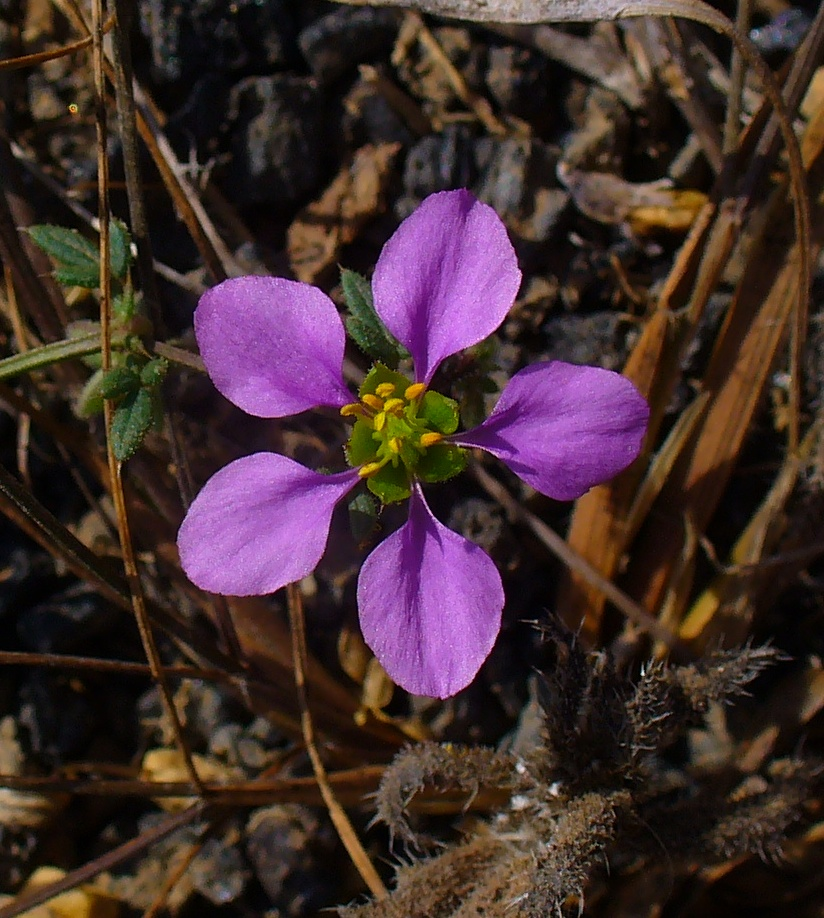
Kwiat gatunku

Pokrójbylina osiągająca do 70 cm wysokości, ale zwykle nisko rozpostarta, o nagich lub nieco owłosionych pędach. Łodyga jest silnie rozgałęziona, zdrewniała u podstawy.
LiścieTrójlistkowe, o długości i szerokości do 2,5 cm. Pojedyncze listki mają lancetowaty kształt, do 17 mm długości i 4 szerokości. Są skórzaste, żłobkowane na górnej powierzchni, z jasnym kolcem na wierzchołku. Osadzone na krótkim ogonku liściowym. Przylistki mają kolczasty wierzchołek.
KwiatyPojedyncze, osiągają średnicę 18–21 mm, osadzone na krótkiej szypułce do 3 mm długości. Działki kielicha dwie, szybko odpadające, o długości do 5,5 mm i szerokości do 2,5 mm. Płatki korony mają barwę żywej magenty, osiągają do 9,5 mm długości i 6 mm szerokości. Pręcików jest 10, są krótsze od płatków. Zalążnia z 5 owocolistków, stożkowata, na szczycie z szyjką słupka o długości do 4 mm.
OwoceTorebki o jajowatym kształcie, z pięcioma dzióbkami, osiągają do 7–9 mm długości.

## Biologia i ekologia
Rośnie w miejscach suchych i skalistych, a także w garigu. Często jest spotykany na wapiennym podłożu. Zajmuje zwykle siedliska przekształcone przez człowieka. Występuje na wysokości do 600 m n.p.m. Kwitnie od lutego do czerwca. Występuje od 9 do 10 strefy mrozoodporności.